# Volkswagen Taigo
Volkswagen Taigo - компактний кросовер з похилою лінією даху виробництва німецького автовиробника Volkswagen. Вперше автомобіль був випущений як Volkswagen Nivus, і був представлений у травні 2020 року в Бразилії. Він був представлений на інших ринках Південної Америки в 2021 році, а в Європі був представлений у липні 2021 року як Taigo. Автомобіль розміщений поряд з T-Cross на європейському ринку та нижче T-Cross у Південній Америці.

## Опис

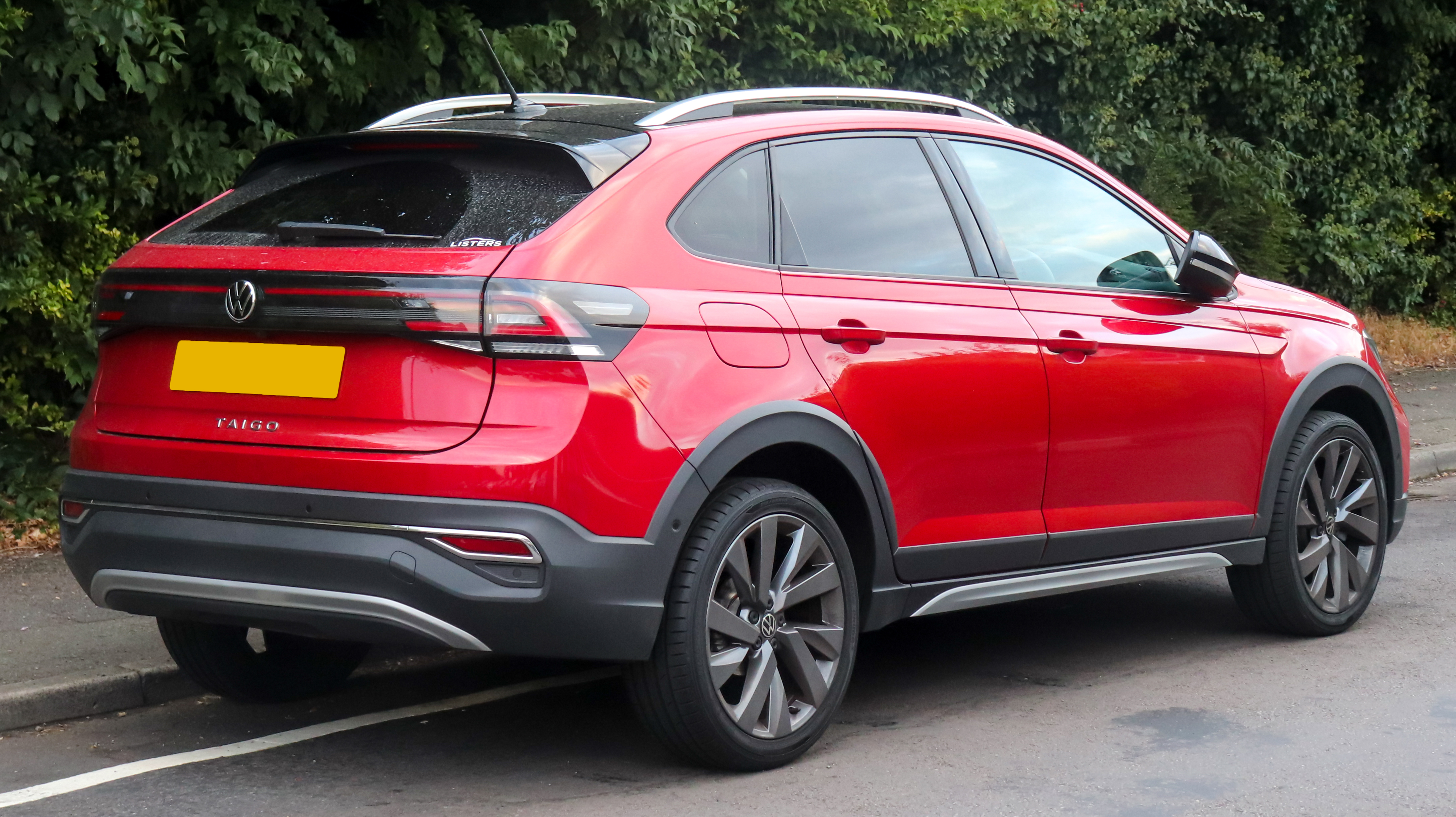
Volkswagen Taigo Style 1.0 TSI

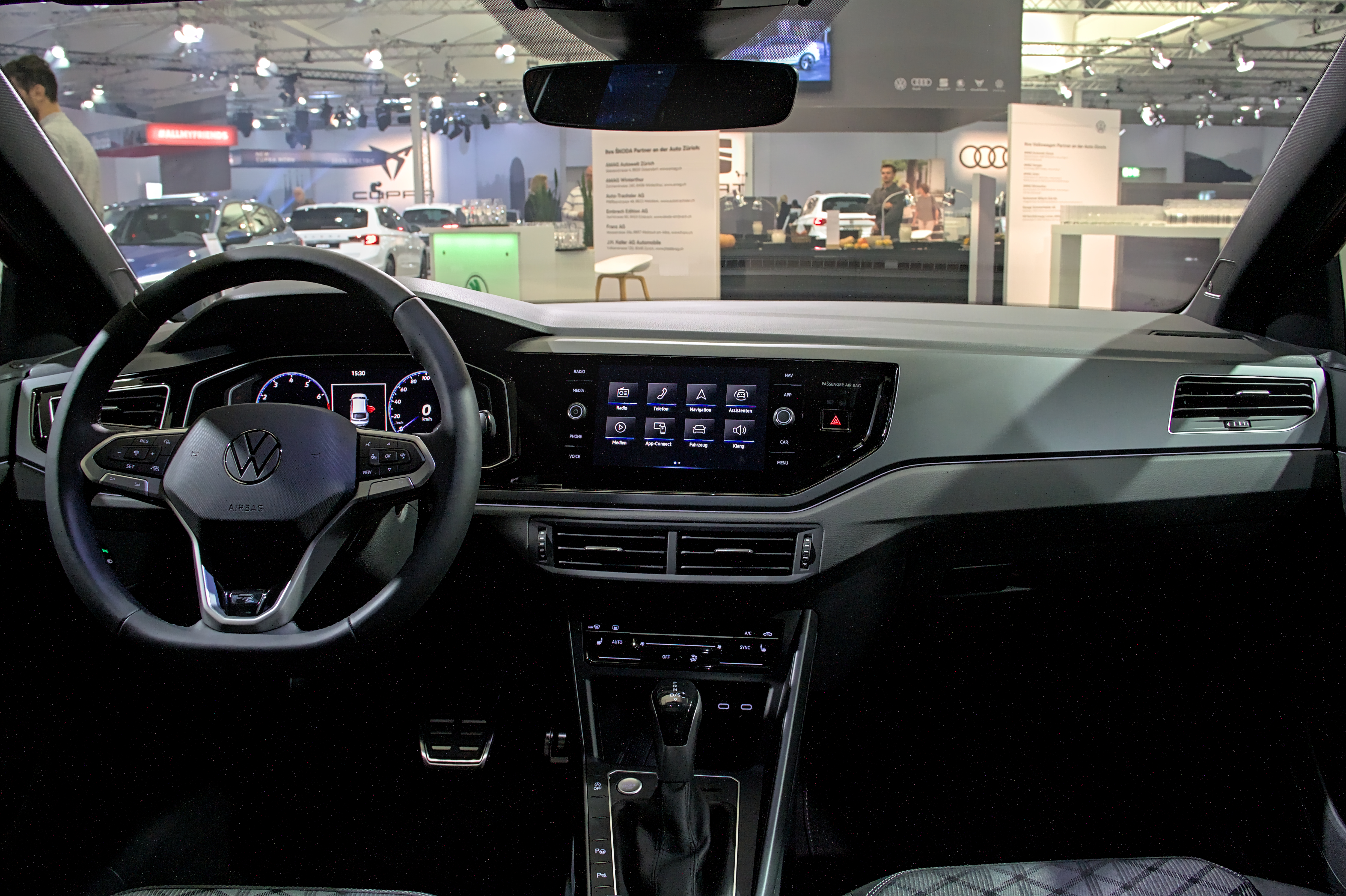

Розроблений основі платформи Volkswagen Group MQB A0, Taigo/Nivus тісно пов'язаний з Polo Mk6, поділяючи з ним бічні двері, лобове скло, штампування даху, підвіску та більшість деталей інтер'єру для забезпечення ефективності та скорочення витрат. Незважаючи на те, що його панель повністю перероблена, Volkswagen також підняв капот, що призвело до більш високої будови та надання йому більш міцного вигляду порівняно з Polo. Абсолютно нове тиснення C-колонки та задні частини автомобіля дозволяють збільшити обсяг багажника-від 300 літрів на Polo до 415 літрів. В результаті, на відміну від інших компактних кросоверів на ринку, Taigo/Nivus має низький дах, що дозволяє продавати його як "купе-кросовер", альтернативу T-Cross. Повний привід не доступний ні на якому ринку, оскільки платформа MQB A0 його не підтримувала.

## Комплектації та обладнання
Пропонуються чотири лінійки коплектації Taigo, Life, Style і R-Line, при цьому в стандартну комплектацію входять кондиціонер, світлодіодні задні ліхтарі і задні датчики паркування, а також деякі системи допомоги, деякі з яких встановлені ЄС, Front Assist та Lane Assist входять до стандартної комплектації. Ще одним є адаптивний круїз-контроль „IQ. DriveTravel Assist“: самостійно керує, гальмує та прискорюється на швидкості від 30 до 210 км/год, але руки водія повинні залишатися на кермі. Дані для цього надходять від ACC (Adaptive Cruise Control) та системи попередження про виїзд зі смуги руху „Lane Assist“. У поєднанні з DSG та навігацією, ACC також заздалегідь враховує місцеві покажчики швидкості, в'їзди в місто та перехрестя з круговим рухом. Крім зображень з камери, система також використовує дані з GPS і карт; Він зупиняється на місці за транспортним засобом, що зупиняється. Оснащення стилем включає світлодіодні матричні ліхтарі зі світлодіодними протитуманними фарами та 17-дюймові легкодоступні диски. Розташована над ним комплектація R-Line містить чорну обшивку стелі в салоні. Для них є пакет дизайну Black Style з чорними зовнішніми деталями, затемненими бічними та задніми вікнами та 18-дюймовими колісними дисками
.

### Європа (Taigo)

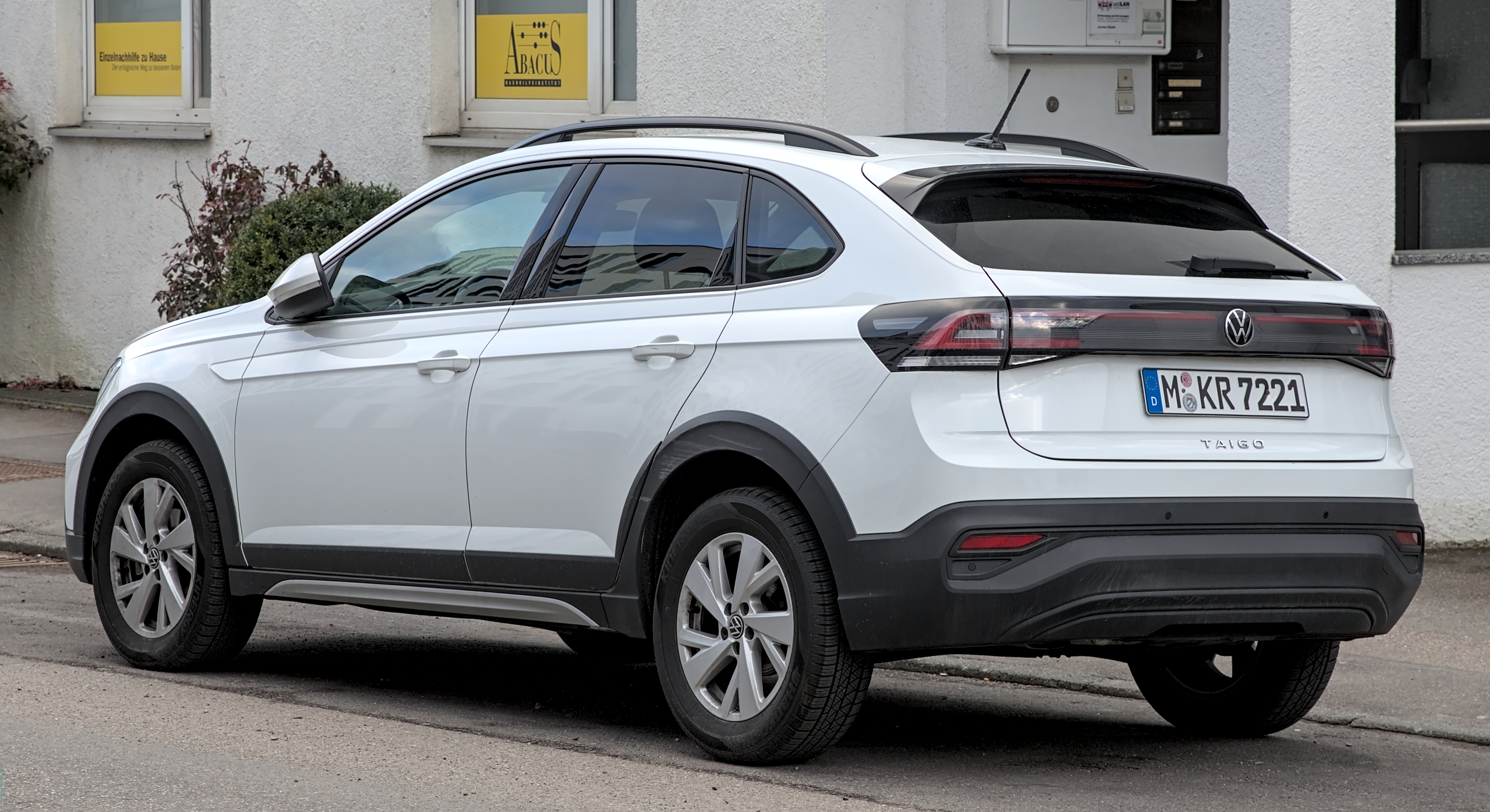
вид ззаду
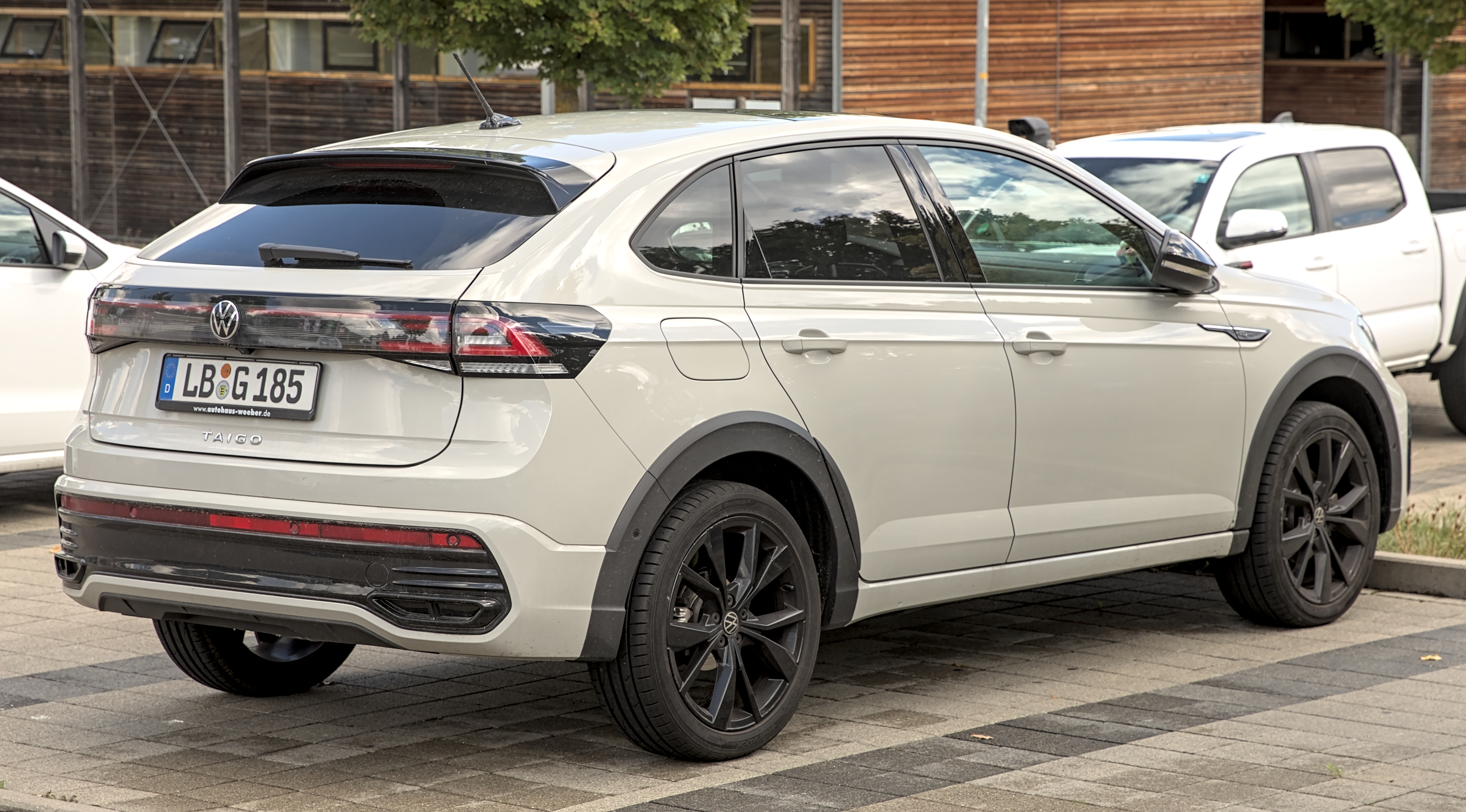
VW Taigo R-Line (з 2021 року)
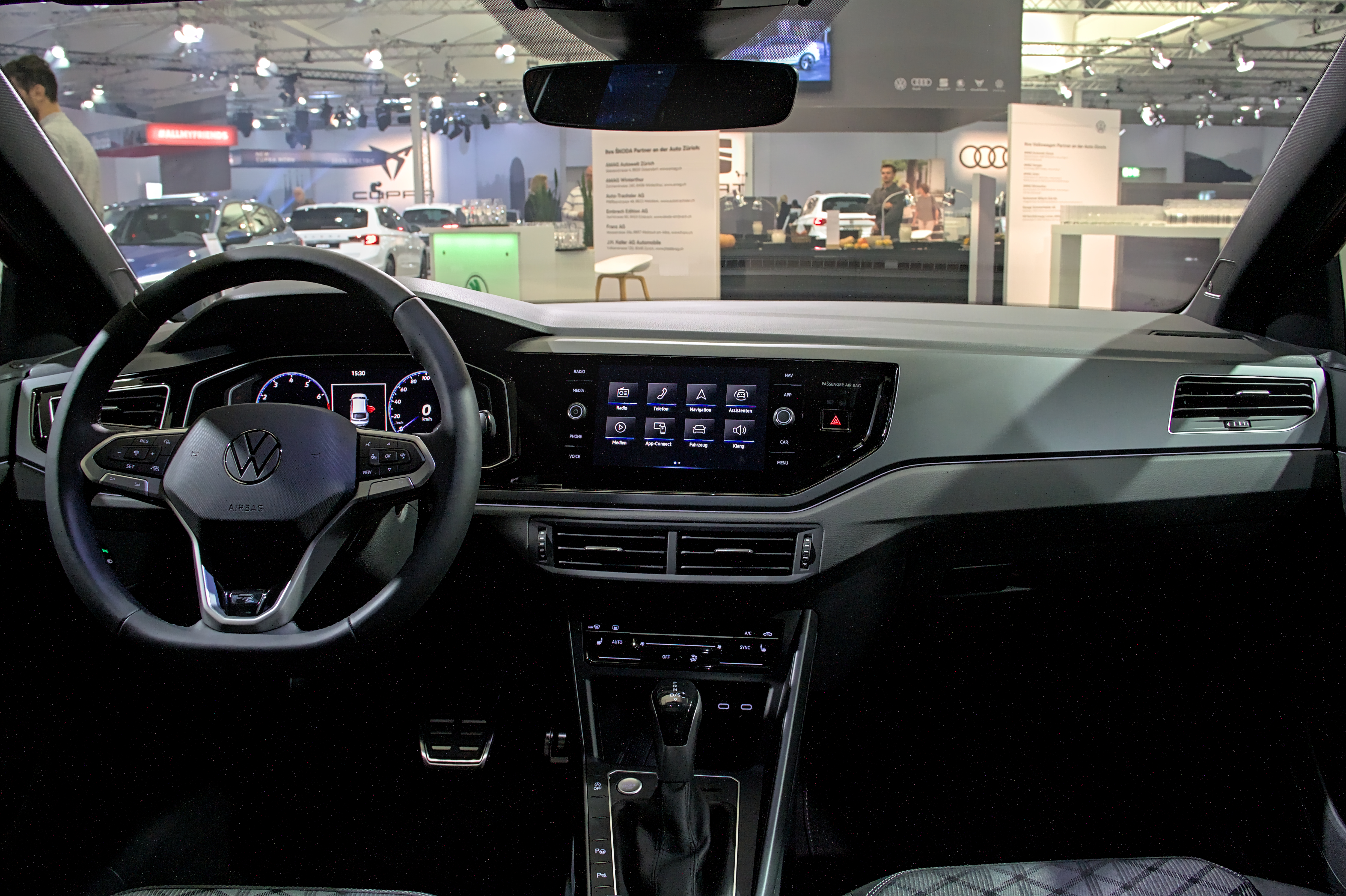
інтер'єр
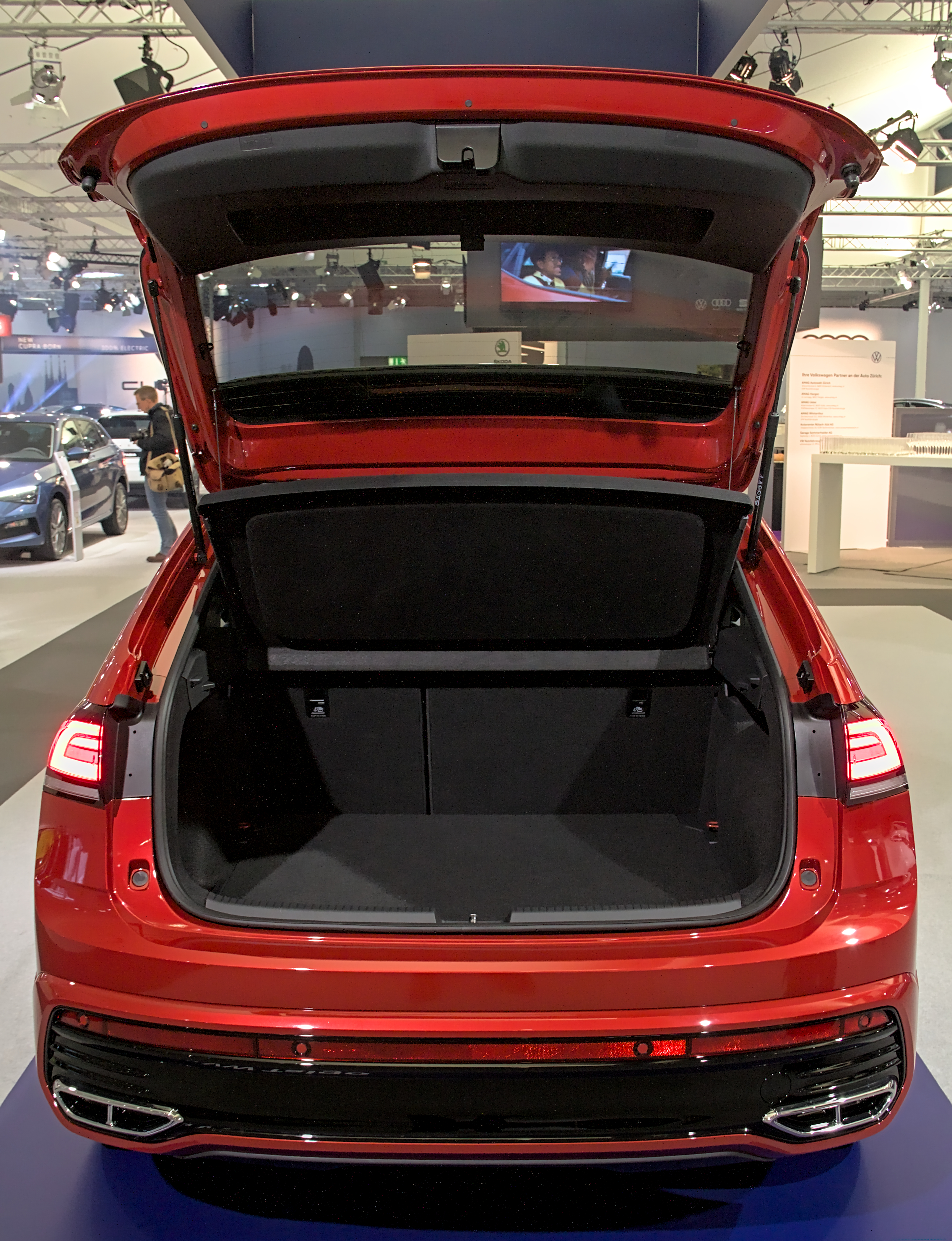
багажник

### Nivus
Дебютувавши 28 травня 2020 року в Бразилії, Nivus є другим автомобілем VW, який зайняв цей сегмент після T-Cross. Він виробляється на заводі Anchieta в Сан-Бернарду-ду-Кампу, Бразилія, поряд з Polo і Virtus, причому всі три моделі використовують платформу MQB A0. Nivus оснащений 1,0-літровим трициліндровим бензиновим двигуном TSI з турбонаддувом потужністю 118 PS (87 кВт; 116 к. с.). Агрегат має позначається 200 TSI працює також й на етанолі, в цьому випадку він видає 130 PS (96 кВт; 128 к. с.). Двигун счеплений з шестиступінчатою автоматичною коробкою передач на передній привід.
Варіантом, призначеним лише для експорту, є 170 TSI з версією того ж двигуна потужністю 95 к.с. з 5-ступінчастою механічною коробкою передач, доступний у таких країнах, як Аргентина та Уругвай, де механічна коробка передач залишається більш цінною, ніж у Бразилії.
В інтер'єрі Nivus мав ту ж приладову панель, що і європейський Polo, з мінімальними відмінностями, завдяки чому він виглядав дещо інакше, ніж латиноамериканський Polo. Інформаційно-розважальна система включала VW Play, який є мультимедійним інтерфейсом, повністю розробленим у Бразилії.
Nivus був випущений у Мексиці в грудні 2021 року, будучи імпортованим з Бразилії.

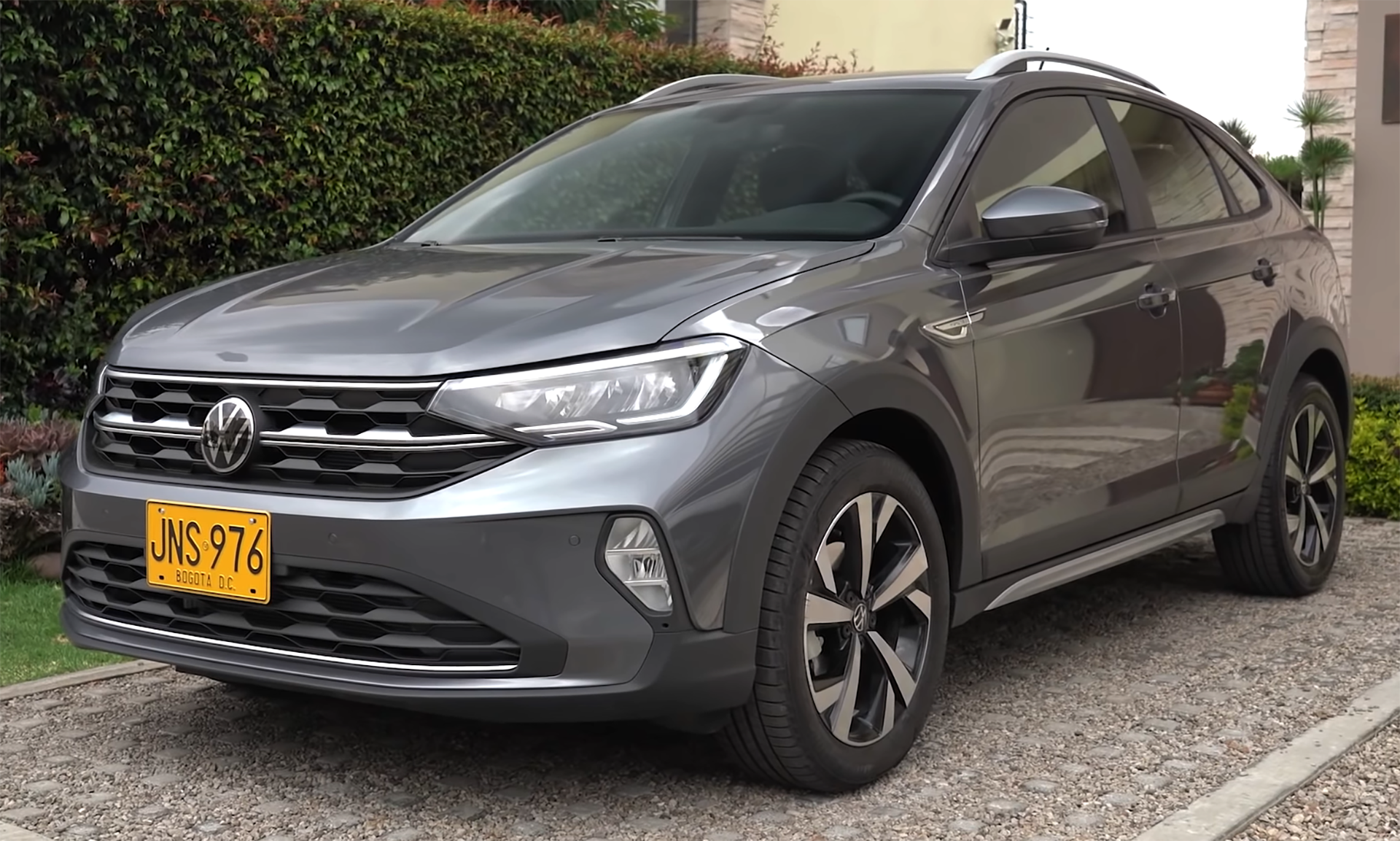
2021 Volkswagen Nivus Highline (Колумбія)
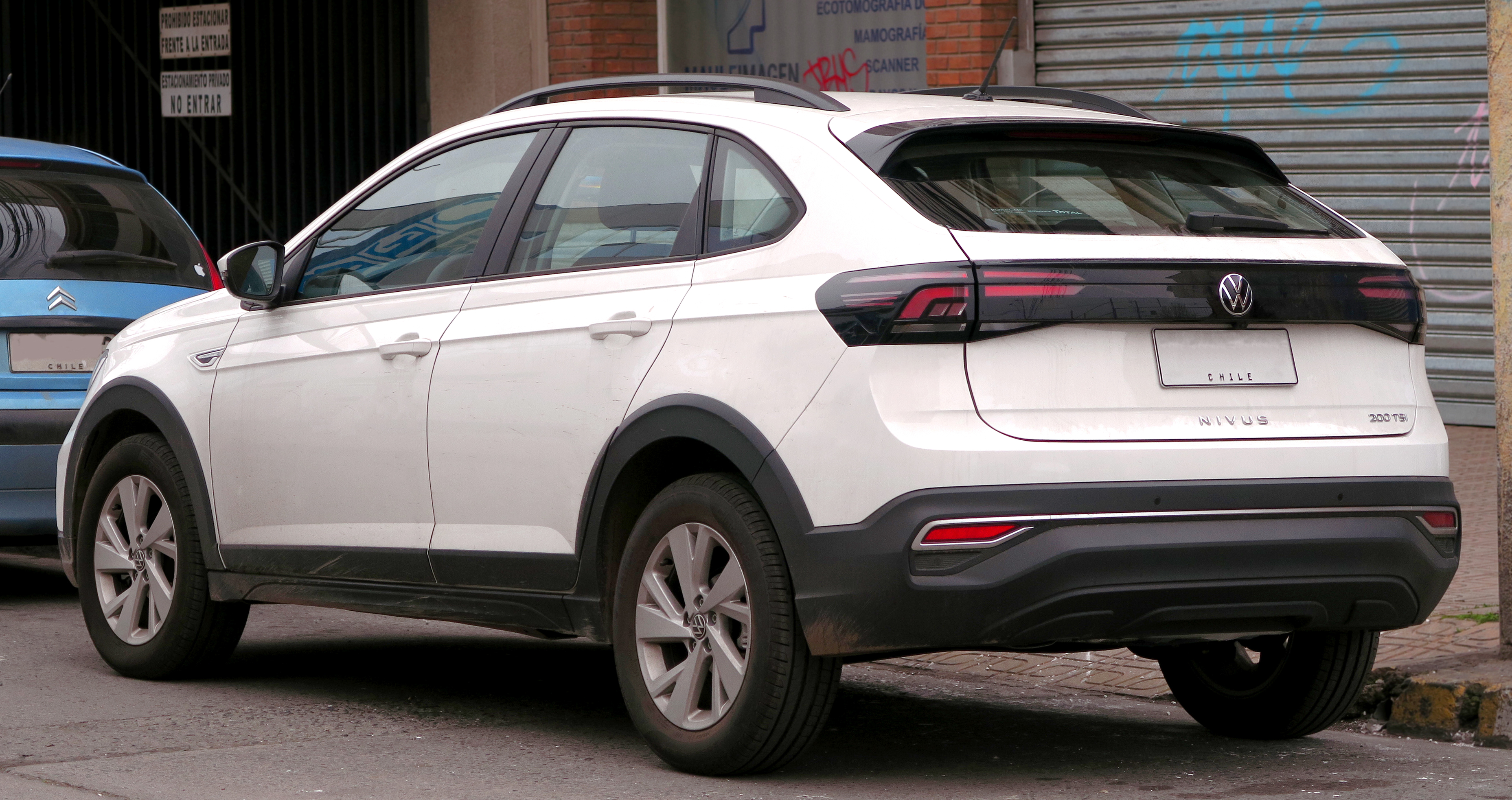
2021 Volkswagen Nivus Comfortline (Чілі)
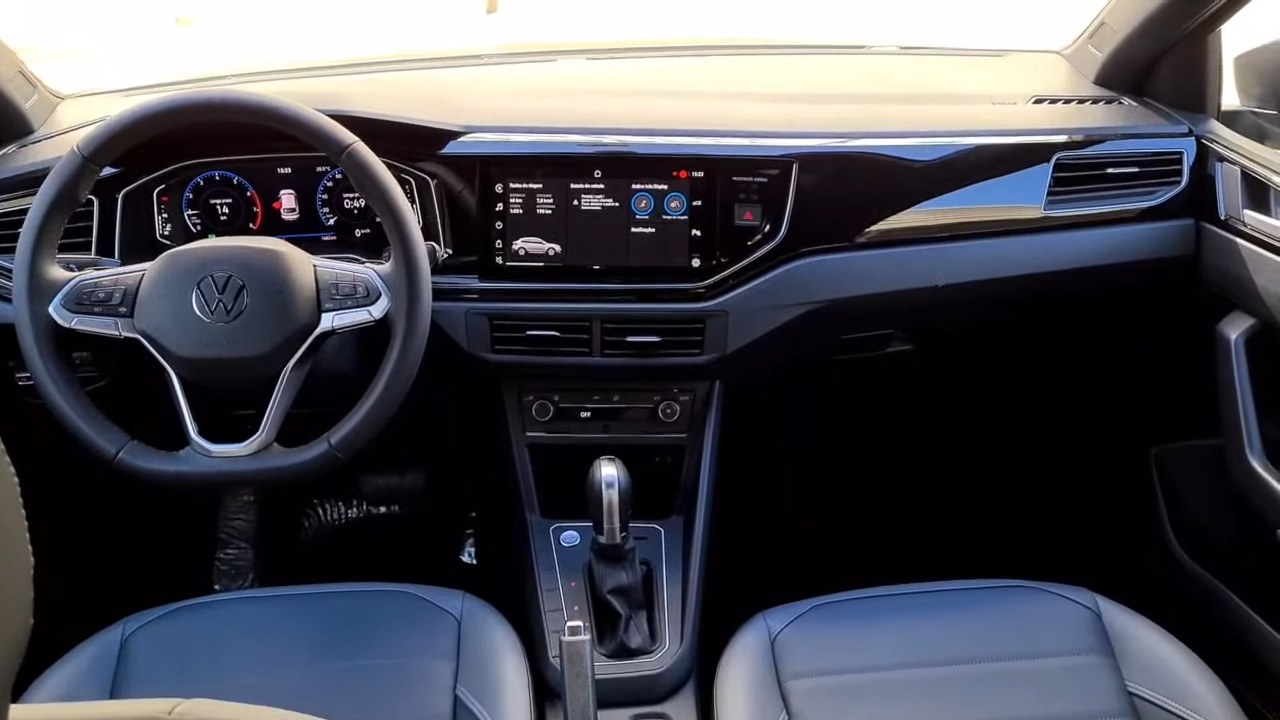
інтер'єр

## Двигуни
- 1.0 L TSI EA211 I3
- 1.5 L TSI EA211 evo I4

На старті продажів Taigo оснащувався трициліндровим бензиновим двигуном з турбонаддувом і робочим об'ємом один літр у двох рівнях потужності до 70 (95) або 81 кВт (110 к.с.). Варіант потужністю 70 кВт (95 к.с.) поєднується з 5-ступінчастою механічною коробкою передач, варіант потужністю 81 кВт (110 к.с.) — з 7-ступінчастою коробкою передач з подвійним зчепленням. 1,5-літровий TSI з чотирма циліндрами та потужністю до 110 кВт (150 к.с.) доступний як більш потужний двигун, який також завжди поєднується з 7-ступінчастою трансмісією з подвійним зчепленням. Багажник має місткість 438 літрів. Передні колеса підвішуються на стійках типу Макферсон і трикутних поперечних важелях, а ззаду встановлена торсіонна балкова вісь. Як і у випадку з T-Cross, адаптивна підвіска (амортизатори з регульованими характеристиками) не пропонується.

## Безпека
Задні дискові гальма в Nivus є опціональними.
Латинський NCAP
Латиноамериканський Nivus з 6 подушками безпеки, перемикачем подушок безпеки, UN127, ESC, ISA, повним SBR та додатковою системою запобігання зіткнень отримав 5 зірок від Latin NCAP у 2022 році за своїм новим протоколом (аналог Euro NCAP 2014).
Euro NCAP
Taigo пройшов випробування Euro NCAP у 2022 році як модель-партнер Polo та отримав максимальний п'ятизірковий рейтинг безпеки.

## Продажі
| рік  | Бразилія | Аргентина | Європа |
| ---- | -------- | --------- | ------ |
| 2020 | 16,242   | 1,149     |        |
| 2021 | 36,669   | 5,459     | 1,688  |